# 愛新覚羅載澤
愛新覚羅 載澤（あいしんかくら さいたく、満洲語: ᠠᡞᠰᡞᠨ ᡤᡞᠣᠷᠣ
ᡯᠠᡞ ᡯᡝ　転写：aisin-gioro dzai-dze、1876年 - 1929年6月）は、清朝末期の宗室。アイシンギョロ氏。鑲白旗人。改革派・立憲派の人物。もとの名は載蕉。字は蔭坪。康熙帝の皇十五子愉郡王胤禑の五世孫にあたる。高祖父は愉郡王弘慶。曾祖父は永珔。祖父は綿岫。父は奕棖。

## 人物
嘉慶帝の皇五子恵親王綿愉の四男の奕詢には嗣子がなかったため、詔勅により後を継ぐ。夫人は西太后の弟の承恩公桂祥（グイシャン）の長女の静栄。孝定景皇后静芬（光緒帝の皇后）は静栄の妹。
光緒32年（1906年）、全権大使で来日、憲政を視察した。